# 李重晖
李重晖（706年—789年），字重晖，男，陇右成纪人，唐朝官员，官至西州都督府长史，出自辽东李氏。

## 生平
唐中宗神龙二年，出生。历任瓜州都督府户曹参军、西州都督府交河县县令、西州都督府录事参军、西州都督府长史（正五品上）。
唐德宗贞元五年，逝世于西州前庭县，享年83岁。
葬于今新疆吐鲁番市高昌区火焰山镇巴达木村东南2公里。

## 家族
- 祖父：李檀，受封敦煌公，官至银青光禄大夫，守亳、汝、魏三州刺史，赠尚书左仆射。
- 父亲：李谨，正议大夫，行汾州长史。
- 夫人：洛南县君城南杜氏。
- 长子：摄长史兼知长行、朝请大夫，试太常丞。
- 季子：朝散郎，守咨议参军。